# Kloster Echenbrunn
Das Kloster Echenbrunn ist eine ehemalige Benediktinerabtei im Ortsteil Echenbrunn der Stadt Gundelfingen an der Donau in Bayern in der Diözese Augsburg.

## Geschichte
Das St. Peter und Paul geweihte Kloster wurde 1122 durch Gumbert von Flochberg, einen Edelfreien gegründet. Es wurde 1556 auf Befehl Ottheinrichs, Kurfürst von der Pfalz, aufgelöst. 1672 errichteten Jesuiten aus Dillingen auf dem ehemaligen Klostergelände eine Sommerresidenz, die später in den Besitz der Malteser überging. An der Stelle des Klosterbaus steht jetzt ein Pfarrhaus, ein Satteldachbau aus dem Jahr 1732. Die Ummauerung mit Spitzbogentor stammt wohl noch aus dem 16. Jahrhundert.